# الموريسكي (رواية)
الموريسكي (بالفرنسية: Le Morisque) هي رواية من تأليف الكاتب المغربي حسن أوريد، صدرت عن دار أبي رقراق للنشر بالرباط سنة 2011. الرواية هي تراجيدية تاريخية كُتبت بلغة فرنسية راقية قبل ترجمتها، تحت عنوان «الموريسكي»، يقع الكتاب في 254 صفحة من الحجم المتوسط. وقد ترجمها أيضا إلى العربية الكاتب والروائي المغربي عبد الكريم جويطي، وقام بطبعها المركز الثقافي العربي. صرح الكاتب بأنه كتب «الموريسكي» باللغة الفرنسية، وكان يود أن تترجم إلى الإسبانية لأَنِّه أرادها حديثا إلى الإسباني، لكن ذلك لم يحدث، رغم أنه وقّع عقدا مع ناشر إسباني للترجمة والنشر، ولم يقم بذلك لصعوبات مالية.

## موضوع الرواية
الرواية هي إعادة كتابة سيرة أحمد شهاب الدين أفوقاي -صاحب كتاب «ناصر الدين على القوم الكافرين»- الذي فر من الأندلس زمان محاكم التفتيش إلى المغرب، ليلتحق ببلاط السلطانين السعديين أحمد المنصور الذهبي وولده زيدان.
أعاد الكاتب صياغة الشخصية بأسلوب روائي معاصر معتمدا على التاريخ، ملتجئا إلى الخيال لملء الفراغ في نص صاحب السيرة بطل الرواية. كما تثير هذه الرواية قضايا مهمة تاريخيا، مثل قضية الموريسكيين وتكرارها عبر التاريخ، وقضية الاضطهاد باسم الدين وبسببه، وقضية الاندماج الثقافي والحضاري، والحوار بين الأديان ونسبية الانتماء الديني، والثورات الشعبية.
زمن أحداث ووقائع الرواية هو الفترة التاريخية الممتدة ما بين 1597 و 1642م، وفيها يروي شهاب الدين عن محنة الموريسكيين وكيف تحولت حياتهم بعد سقوط الأندلس وغرناطة تحديدا (آخر معقل للوجود العربي بالجزيرة الإيبيرية)
شهاب الدين واحد من هؤلاء الموريسكيين الذي بعد أن خسر أعز ما يملك في إسبانيا اختار الهجرة إلى المغرب مضطرا، وفي الجزء الثاني يصور قصته مع الغربة وكيف استطاع أن يكون نفسه من جديد ويصير كاتبا لدى السلطان السعدي أحمد المنصور الذهبي، وفي هذا القسم نتعرف معه الصعوبات التي واجهها.
كما صور الفترة التي تلت وفاة السلطان أحمد المنصور، و الصراع على الملك الذي نشأ بين أولاده: المأمون ومولاي زيدان و أبي فارس (ص 133)، مما أغرى القوى الاستعمارية خاصة إسبانيا والبرتغال باحتلال العديد من الأرضي المغربية .

## شخصيات الرواية
أجملها الكاتب في مقطع من روايته في (ص 249)، حيث كتب:"بكيت أبي وأمي وأختي زهرة، بكيت زوجتي لالة تاجة، بكيت خايمي، ودوغا، ورودييس، وفنيش، وأنتاتي، والذي لا أعرف إن كان من الأحياء. دعوت لأوجيني. ألست أدين لها بالتحول العميق الذي حدث بداخلي إزاء المسيحية؟ من الغريب أن شخصين من بين أعز الناس إلى قلبي في هذه الدنيا لا قبر لهما وهما رودييس ودوغا". وأهم الشخصيات البارزة التي لها دلالة واقعية أو رمزية هي:
- أفوقاي شخصية مركزية في الرواية، وهو موريسكي تاريخي عاش في أواخر القرن السادس عشر وبداية القرن السابع عشر. تسرد الرواية مسيرة حياته عبر مراحل متعددة من المنفى والمعاناة، وتبرز الصراعات الداخلية والخارجية التي واجهها.
- إبراهيم أنتاتي شخصية أمازيغية افتراضية أُضيفت إلى الرواية لتعزيز الدور التاريخي والثقافي للأمازيغ في المغرب. هو مثقف واعٍ، يتحدث من خلاله الراوي وينقل أفكاره حول الهوية، والثقافة، والسياسة، ما يمثل صوتا نقديا يوازن السرد التاريخي.

- الشاوي شخصية متناقضة مع أنتاتي، تمثل وجهة نظر تعكس النزاعات الثقافية والدينية في المغرب آنذاك، خصوصًا فيما يتعلق بالتوتر بين الهوية العربية والأمازيغية.

## كاتب الرواية
حسن أوريد هو سياسي وكاتب مغربي ولد يوم 24 ديسمبر 1962، تم تعيينه في يوليو 1999 كأول «ناطق رسمي باسم القصر الملكي»، وهو المنصب الذي ظل يشغله حتى شهر يونيو 2005.

## ممارسات محاكم التفتيش في الرواية
تُبرز الرواية ممارسات محاكم التفتيش الإسبانية بعد سقوط الأندلس، من خلال ما يسرده البطل حول المعاناة التي لحقت بالموريسكيين، إذ يجبرون على تغيير عقيدتهم، كما ورد: «فرض علينا أن نغير عقيدتنا الدينية، هكذا صرنا ملزمين بإظهار اعتناقنا للدين المسيحي وأن نمارس ديننا خفية لكي نبقى على قيد الحياة». وتشير الرواية إلى لجوء السلطات الإسبانية إلى القتل بالحرق، حيث «أزندت النار ووضعت قلنسوات San Benito، وهي قبعات صفراء، على رؤوس المحكوم عليهما، ثم ألقيا في النار». كما تسجل الرواية اقتحام البيوت وانتهاك الحرمات: «كانوا يدخلون بيوتنا بدون استئذان، ويلوثون شرفنا، ويلحقون بنا العار»، إلى جانب تحميل الموريسكيين أشغالاً شاقة لا طاقة لهم بها: «أمعنوا في افتتاننا وفي تكليفنا ما لا طاقة لنا به من الأشغال الشاقة». وتشير الرواية أيضًا إلى فرض تغيير المظهر الخارجي كنوع من محو الهوية: «ثم دفعونا لنغير أزياءنا»، ويعتبر هذا البعد الإنساني والتاريخي هو صلب الرواية.

## التاريخ والرواية
حسب حسن أوريد التاريخ ليس للتسلية والإخبار فقط، إنما هو سعي لاستنطاق مرحلة تاريخية من أجل فهم للحاضر. لا ينبغي أن يستند تقييم العمل الروائي فيما إذا كان قد اعتمد على التاريخ أو لا، بل نحكم عليه جماليا، وهذا أمر يرجع للقراء والنقاد. من هذا المنطلق فإن التاريخ في الرواية: ليس غرضًا توثيقيًا، بل سؤال معرفي وفني. وهذا الموقف يتماشى مع توجهات الرواية الجديدة التاريخية التي تجعل من الماضي مجالًا للتأويل، لا فقط للاستعادة الوثائقية،

## اقتباسات
هناك في الإسلام العودة دوماً إلى الله والأوبة إليه. إنه البدء والمنتهى. هو الأول والآخر . ومسار هذه العودة لا يمكنه أن يحدث من دون امتحان ولا ابتلاء. إنه ضرب من الارتقاء لا يتأتى من دون مجاهدة. قال تعالى في كتابه العزيز : يَأَيُّهَا الْإِنسَانُ إِنَّكَ كَادِحٌ إِلَى رَبِّكَ كدحا فَملَاقِيه(ص 91).
"كم كانت ضحلة رؤية رجال الدين الإسبان الذين كانوا يعتقدون بأنهم يحملون الدين الحق المستوحى من الكتابات المقدسة أو التأويلات الأصولية. لا يختلف ذلك البتة عن العلماء الذين عرفت في مراكش والذين كانوا يعتقدون بأنهم يملكون الحقيقة المطلقة لمجرد أنهم مسلمون. حين يكون فعل الإيمان ثمرة مسار من التفكير والتأمل، فإنه يدفع للنظر إلى الأشياء والكائنات نظرة نسبية. ينبغي لأركان العقيدة وشعائرها، والتي هي ملازمة لكل ديانة، أن يفضيا في النهاية إلى أخلاق، ومن دون هذا لن يكون لأركان العقيدة ولا للشعائر من معنى" (ص 151).
"وكيف لا نَرِقُ لآلام الإنسان وشجون الكائن البشري، بغض النظر عن دينه وعرقه ولسانه . تنتصب أمامنا الأوهام حين نكون بعيدين عن حقيقة الكائنات والأشياء. كل ما تلفه الأساطير هو حجب للواقع" (ص 165).
"من السهل دائماً التذرع بالدين للوصول إلى السلطة، ولكن بعد الوصول إليها يصعب ممارستها حسب التعاليم الأخلاقية المزعومة... الناس في حاجة إلى الأمن والخبز والأمل، وحين لا ينالون ما يتطلعون إليه فإنهم يختارون من بإمكانه أن يوفّر لهم الأمن والخبز والأمل" (ص 193).
"كل نفس ذائقة الموت. هكذا يقول القرآن الكريم. لكن الموت لا يُنهي أفعال الخيرين من الناس ولا سلطان له على أفكارهم التي تبقى بعد ذهاب أجسادهم. سيصير الجسد تراباً من حيث أتى، لكن الروح أبدية كما هي كذلك أعمال الشخص وأفكاره" (ص 241).

## وصلات خارجية
- صفحة رواية الموريسكي على موقع جود ريدز